# Presumpte innocent
Presumpte innocent (títol original en anglès: Presumed Innocent) és una pel·lícula estatunidenca dirigida per Alan J. Pakula, estrenada l'any 1990. És una adaptació de la novel·la homònima de Scott Turow, apareguda l'any 1987. Ha estat doblada al català.

## Argument
Carolyn Polhemus, procuradora del Comtat de Kindle, és assassinada a casa seva. El seu cap, el fiscal general Raymond Horgan, encarrega el seu braç dret Rusty Sabich de portar la investigació. Però dos fiscals competidors, Nico Della Guardia i Tommy Molto, descobreixen que Sabich i Carolyn van tenir una relació que va acabar malament. Molto i Della Guardia se'n serveixen per acusar el seu rival Sabich de ser l'assassí i li organitzen un procés. Amb la finalitat d'evitar la presó, Rusty demana ajuda al millor advocat de la regió, Sandy Stern, i el seu amic policia Daniel Lipranzer. Desgraciadament Della Guardia i Molto afirmen tenir proves aclaparadores contra Rusty.

## Repartiment
| - Harrison Ford: Rozat K. "Rusty" Sabich - Brian Dennehy: Raymond Horgan - Raúl Juliá: Alejandro "Sandy" Stern - Bonnie Bedelia: Barbara Sabich - Paul Winfield: jutge Larren L. Lyttle - Greta Scacchi: Carolyn Polhemus - John Spencer: detectiu Dan Lipranzer | - Joe Grifasi: Tommy Molto - Tom Mardirosian: Nico Della Guardia - Anna Maria Horsford: Eugenia - Sab Shimono: metge Tatsuo Kumagai - Bradley Whitford: Quentin "Jamie" Kemp - Christine Estabrook: Lydia "Mac" MacDougall | - Michael Tolan: Mr. Polhemus - Jesse Bradford: Nat Sabich - Joseph Mazzello: Wendell McGaffen - Tucker Smallwood: detectiu Harold Greer - David Wohl: Morrie Dickerman - Jeffrey Wright: fiscal |

## Premis i nominacions[calcitació]
- Guanyador als premia BMI Film & TV de 1991 per la música del film (BMI Film Music Award): John Williams.
- Nominació al Premi Edgar-Allan-Poe al millor film l'any 1991.

## Diferències amb la novel·la[calcitació]
- Al llibre, l'ex-marit de Carolyn Polhemus no apareix mai; va ser reemplaçat per Marty Polhemus, el fill de Carolyn.
- El film comença quan Horgan anuncia a Rusty que Carolyn ha estat assassinada, a continuació Rusty i Lipranzer comencen la seva investigació abans d'anar a les exèquies de Carolyn. La novel·la comença directament amb el funeral de Carolyn.
- Al film, la banda dels Night Saints és rebatejada com la banda dels Zulús.
- La novel·la gira molt al voltant dels llaços d'amistat entre Raymond Horgan i el jutge Larren Lyttle que han tingut un paper en l'afer. Al film, la seva amistat és a penes mencionada.
- La novel·la gira també molt al voltant de l'odi que el jutge Larren Lyttle i que Tommy Molto es tenen l'un per l'altre pel fet que a tots dos els atreia Carolyn Polhemus. Al film, això no és evocat.
- Nombrosos personatges del llibre han estat suprimits al film: Marty Polhemus, Mrs Krapotnik, el metge Miles Robinson, etc.
- Al film, Rusty descobreix al final amb commoció qui és el culpable, a la novel·la ho sap des d'un principi però prefereix guardar silenci.

## Crítica
"Intriga amb interès que, encara que donava per a moltíssim més, resulta molt entretinguda"